# David Solé
David Solé Valls (Badalona, 14 d'octubre de 1968) és un exjugador de bàsquet català, que ocupava la posició de base.

## Carrera esportiva
Es va formar al planter del Sant Josep de Badalona, passant a formar part de les categories inferiors del Joventut. Va debutar al primer equip la temporada 1987-88, any en què va guanyar la Lliga catalana amb el RAM Joventut. La temporada següent va fitxar pel Magia Huesca, on va jugar sis temporades, per passar a jugar al Caja San Fernando a partir de la 94-95, amb qui va arribar a ser subcampió de lliga. El 1998 va fitxar pel IC Illiabum de la lliga portuguesa, i el 1999 va tornar a la lliga espanyola, fitxant pel CB Granada de la lliga LEB.
Va ser jugador de la selecció espanyola sub22, aconseguint la medalla de bronze al campionat del món celebrat a Andorra (Teruel) el 1989.